# Darí
El darí, también conocido como persa darí, es un término político usado para referirse a los dialectos del idioma persa hablados en Afganistán. El vocablo se encuentra en uso oficial por el gobierno afgano desde 1964. Se le suele denominar además como «persa afgano» o «persa oriental» en varias obras publicadas en Occidente sobre estas variedades lingüísticas. Los hablantes afganos del persa generalmente llaman al idioma fârsi (فارسی) mientras que los pastunes lo denominan pârsi (پارسی).
Exceptuando algunos términos en vocabulario, hay muy poca diferencia entre las variedades formales escritas del persa de Irán y de Afganistán. El término «darí» es usado de forma oficial para designar al persa coloquial característico de ese país; sin embargo, el uso del vocablo se limita al habla formal. Los hablantes del persa en Afganistán señalan que tal palabra fue impuesta a la fuerza en ellos por el dominante grupo étnico pastún en un intento de distanciar a la población afgana de sus vínculos culturales, lingüísticos e históricos con el mundo persohablante, el cual incluye a Irán y a Tayikistán.
Según la Constitución de Afganistán, el darí es una de dos lenguas oficiales del país, siendo la otra el pastún. El darí es la lengua más hablada en Afganistán y es el idioma nativo de entre el 40% y 45% de la población. Además, es la lingua franca del país y es comprendida por el 78% de la población.
Durante siglos, el darí funcionó como el idioma literario y administrativo preferido por los hablantes no nativos, entre ellos los pastunes y los mogoles, hasta el surgimiento del nacionalismo moderno. Además, al igual que el persa iraní y el persa tayiko, el persa darí es una continuación del persa medio, el idioma religioso y literario oficial del Imperio sasánida (224-651 d. C.), en sí una continuación del Persa antiguo, el idioma de los aqueménidas (550-330 a. C.). De acuerdo con el uso histórico, la palabra «darí» hace referencia al idioma de la corte usado durante el Imperio sasánida, el persa medio.

## Uso y distribución
El darí es la lengua más importante de Afganistán, siendo sus zonas de mayor implantación las partes norte y oeste del país, incluyéndose entre ellas la capital del país, Kabul, emplazada al este de su territorio, aunque en dicha ciudad también se habla pastún. Aproximadamente un 60% de la población afgana cuenta con el darí como lengua materna, siendo el bilingüismo un hecho ampliamente extendido a lo largo de todo el territorio afgano. Se trata de la principal lengua en manos de las etnias hazara y aimaq (chahar aimaq), y sirve como lingua franca común entre las diversas etnias y pueblos que residen en Afganistán, actuando así a modo de puente idiomático entre personas de diferentes hablas en el país.

## Descripción lingüística
La sintaxis y morfología del darí no presentan divergencias considerables con respecto a su hermana persa, pero el acento tónico es menos destacado en la variante oriental que en su realización con el persa de Irán. Como marca sintáctica de complemento directo, el darí sigue sirviéndose ampliamente de la partícula rā ( را ) cuyo uso en los dialectos iraníes puede considerarse casi anecdótico. El sistema vocálico del darí es más conservador que el persa iraní; de las 8 vocales con que contaba el persa clásico, evolucionan a 6 en persa iraní, mientras que en darí evolucionan a 8 dándose cambios entre vocales: 
| Persa clásico | ā | a | ē | i | ī | ō | u | ū |
| Persa moderno | ā | a | ī | e | ī | ū | o | ū |
| Farsi         | ā | a | ē | e | i | ō | o | u |
| Hazaraguí     | o | a | e | i | i | ū | u | u |
| Tayiko        | o | a | e | i | i | ů | u | u |